# Stoke, Derbyshire
Stoke är en by i civil parish Grindleford, i distriktet Derbyshire Dales, i grevskapet Derbyshire, i England. Byn är belägen 17 km från Matlock. Stoke var en civil parish från 1866 till 1987 då den blev en del av Grindleford. Civil parish hade 47 invånare år 1971. Byn nämndes i Domedagsboken (Domesday Book) år 1086, och kallades då Stoche.